# Włodzimierz Szyłkarski

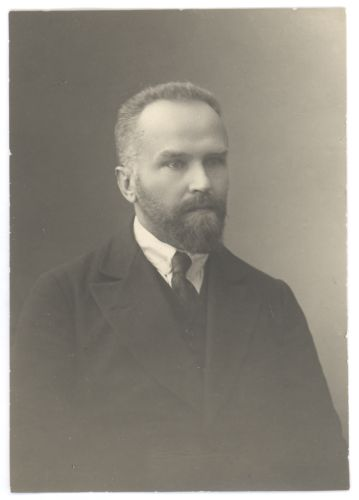
Włodzimierz Szyłkarski

Włodzimierz Szyłkarski, Vladimiras Šilkarskis (ur. 15 stycznia?/27 stycznia 1884 w Jodzianach (Juodžioniai), zm. 20 sierpnia 1960 w Bonn) – polski, litewski i niemiecki filozof, filolog klasyczny, profesor Uniwersytetu w Kownie, Uniwersytetu Wileńskiego i Uniwersytetu w Bonn.

## Życiorys

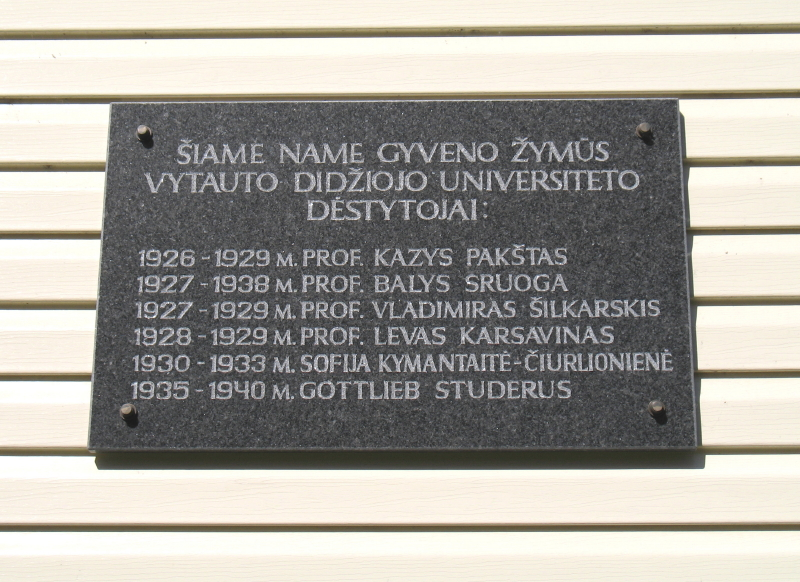
Tablica pamiątkowa w Kownie

Syn właściciela ziemskiego Szymona Szyłkarskiego, miał braci Szymona (zm. 1939), Henryka (zm. 1986) i Pawła (zm. 1942) oraz siostry Bronisławę (zm. 1939) i Marię (1886–1921), zamężną za Nikołajem Arseniewem.
Uczęszczał do niemieckiego gimnazjum w Mitawie, w latach 1908–1912 studiował filozofię i filologię klasyczną na Uniwersytecie Moskiewskim. W trakcie studiów otrzymał złoty medal za pracę O paralelizmie psychofizycznym u Spinozy i w psychologii współczesnej. Po ukończeniu studiów dzięki rekomendacji Łopatina miał zostać docentem prywatnym w Moskwie, udał się jednak do Jurjewa (Dorpatu). Po obronie rozprawy pro venia legendi O panlogizmie u Spinozy wykładał jako docent prywatny na tamtejszym uniwersytecie. W 1919 roku został profesorem Uniwersytetu Wileńskiego. Od 1921 wykładał na Uniwersytecie w Kownie, od 9 września 1924 jako profesor. Publikował w litewskich czasopismach „Logos”, „Vairas”, „Židynys” i „Akademikas” .
W grudniu 1939 przeniósł się na litewski Uniwersytet w Wilnie, a w 1940 roku wyjechał do Niemiec. Od 1946 wykładał na Katedrze Kultury Umysłowej Słowiańskiego Wschodu Uniwersytetu w Bonn. Zmarł w 1960 roku, pochowany został 23 sierpnia na Cmentarzu Południowym (Südfriedhof) w Bonn.
Spuścizna Szyłkarskiego przechowywana jest w Bibliotece Uniwersyteckiej w Bonn.

## Dorobek naukowy
Szyłkarski zajmował się filozofią Spinozy, Sołowjowa, Teichmüllera i Dyroffa .

## Wybrane prace
- О панлогизме у Спинозы. Москва: Типолитография т-ва И. Н. Кушнерев и К°, 1914
- Типологический метод в истории философии (Опыт обоснования). Юрьев: Типография К. Маттисена, 1916
- Основные решения проблемы сущего. Юрьев, 1917
- О зависимости истории философии от философии систематической. Юрьев, 1917
- Проблема сущего. Юрьев: Типография К. Маттисена, 1917
- O powstaniu paralelizmu monistycznego w filozofii i psychologii nowożytnej. „Przegląd Filozoficzny” 27 (1-2), s. 1–21, 1924
- Rzut oka na rozwój spekulacji ontologistycznej. „Kwartalnik Filozoficzny” 3 (1), s. 62–103, 1925
- Nauka Spinozy o Bogu. „Przegląd Filozoficzny” 30 (1), s. 1–27, 1927
- Ateizmas ir mokslas. Kaunas, 1929
- Die russische und die polnische Philosophie in Ueberwegs Grundriß. „Der russische Gedanke- Internationale Zeitschrift für russische Philosophie, Literaturwissenschaft und Kultur” 1, s. 205-207, 1929/1930
- V. Solovjovo visuotinybės filosofija, 1932
- Sołowjews Philosophie der All-Einheit: eine Einführung in seine Weltanschauung und Dichtung. Kaunas, 1932
- Teichmüllers personalistische Seinslehre. „Blätter für Deutsche Philosophie-Zeitschrift der deutschen philosophischen Gesellschaft” 9, s. 174-193, 1935/1936
- Homeras ir graikų epinė poezija. Kaunas, 1937
- Graikų literatūros istorija. Kaunas, 1938
- Teichmüllers philosophischer Entwicklungsgang. Vorstudien zur Lebensgeschichte des Denkers. „Eranus- Commentationes Societatis Philosophicae Lituanae” 4, s. 1-96, 1938
- Gustav Teichmüller. Der Bahnbrecher der deutschen Philosophie des tätigen Geistes. „Archiv für spiritualistische Philosophie” 1, s. xxv-xlvii, 1940
- Teichmüller im Verkehr mit seinen Zeitgenossen. „Archiv für spiritualistische Philosophie” 1, s. 297-438, 1940
- Teichmüllers Lehre vom substanzialen, realen und ideellen Sein. Zur Einleitung in seine Logik und Kategorienlehre. „Archiv für spiritualistische Philosophie” 1, s. lvii-lxxvii, 1940
- Adolf Dyroffs Jugendgeschichte mit einem Ausblick auf die Jahre seiner Reife und Vollendung: Vorstudien zur Biographie des Denkers. Bonn: Universitäts-Verlag, 1946
- Adolf Dyroff: ein Blick auf sein Leben und sein Werk. Bonn: Universitäts-Verlag, 1947
- Sołowjew und Dostojewskij. Bonn: Götz Schwippert Verlag, 1948
- Deutsche Philosophie und polnische Dichtung. Blick in die Wissenschaft 11/12, s. 453, 1948
- Dostojewskijs Metaphysik Der Freiheit. „Zeitschrift für Religions- Und Geistesgeschichte” 2 (1-4), s. 174-179, 1949
- Das philosophische Werk von Wladimir Solowjew. Zum 50. Todestag des grossen russischen Philosophen am 12. August 1950, 1950
- Dr. phil. Adolf Dyroff, Universitätsprofessor, Bonn. „Aschaffenburger Jahrbuch für Geschichte, Landeskunde und Kunst des Untermaingebietes” 1, s. 260-262, 1945/1951
- Solovjew und die Una Sancta der Zukunft, 1951
- Messianismus und Apokalyptik bei Dostojewskij und Solowjew. Heidelberg, 1952
- Gustav Teichmüller. Der Neubegründer der deutschen Philosophie des tätigen Geistes. „Zeitschrift fürphilosophische Forschung” 8, s. 595-604, 1954
- „Dyroff, Adolf”. W: Neue Deutsche Biographie (NDB). Band 4, Duncker & Humblot, Berlin 1959, ISBN 3-428-00185-0 s. 212–213